# The Dolan Twins
Tvillingerne Ethan og Grayson Dolan (født 16. december 1999), samlet kendt som The Dolan Twins, er en amerikansk komikerduo, der blev kendt i maj 2013 for at dele videoklip i mobilappen Vine.
Duoen vandt i 2016 priserne Choice Web Star: Male og Choice Youtuber og i 2017 vandt de Choice Comedian ved Teen Choice Awards.

## Baggrund og karriere
Tvillingerne er fra Long Valley-regionen i Washington Township, Morris County, New Jersey. De har dog også italienske rødder, hvilket de fortalte i videoen "What our tattoes mean 2".
Siden deres begyndelse nåede duoen at samle over 6,4 millioner følgere på Vine og 11 millioner abonnenter på YouTube, og i 2016 begav de sig ud på en verdensturné med titlen "4OU" Tour. Duoen var også involveret i en Twitter-annonce kampagne for det sociale netværks nye stickers-funktion. Ved 2016 Teen Choice Awards vandt duoen priserne for Choice Web Star: Male og Choice YouTuber.
Den 27. marts 2018 annoncerede de to en pause fra YouTube gennem en video på deres kanal med titlen Bye For Now. I videoen udtalte de, at de ønskede at revurdere sig selv kreativt og fokusere på deres liv uden for platformen. De annoncerede senere deres tilbagevenden den 1. maj 2018.
I juni 2018 dannede tvillingerne The Sister Squad med andre YouTubere James Charles og Emma Chamberlain. De fire uploadede samtidige videoer på deres YouTube-kanaler den 19. juni, den 28. august, den 31. oktober og den 25. december 2018 og var fremtrædende i YouTube Rewind 2018. The Sister Squad blev nomineret til et 2019 YouTube Ensemble Shorty Award.
Deres far, Sean Dolan, døde af kræft den 19. januar 2019. Han blev halvtreds år gammel.
Den 8. oktober 2019 uploadede de en tres minutters video med titlen It's Time To Move On.... De forklarede stresset med deres fars død, og at de har til hensigt at ændre indholdet på deres kanal og til en mere fleksibel tidsplan.
Den 14. januar 2021 uploadede de en podcast med titlen We're Moving On From YouTube til deres podcastkanal Deeper with the Dolan Twins.

## Priser og nomineringer
| År   | Nomineret          | Pris                   | Resultat  |
| ---- | ------------------ | ---------------------- | --------- |
| 2016 | Teen Choice Awards | Choice Web Star: Male  | Vundet    |
| 2016 | Teen Choice Awards | Choice YouTuber        | Vundet    |
| 2017 | Teen Choice Awards | Choice Comedian        | Vundet    |
| 2017 | Teen Choice Awards | Choice Web Star: Male  | Nomineret |
| 2017 | Teen Choice Awards | Choice YouTuber        | Nomineret |
| 2017 | Teen Choice Awards | Choice Comedy Web Star | Nomineret |
| 2018 | Teen Choice Awards | Choice Web Star: Male  | Vundet    |
| 2018 | Teen Choice Awards | Choice Comedian        | Vundet    |
| 2019 | Teen Choice Awards | Choice Male Web Star   | Nomineret |
| 2019 | Teen Choice Awards | Choice Comedy Web Star | Vundet    |